# Yttrande (Europeiska unionen)

Europeiska flaggan

Ett yttrande är en typ av icke-bindande rättsakt som kan antas av Europeiska unionens institutioner. Rättsakten används när en institution behöver uttala sig om en aktuell situation eller ett bestämt ärende. Normalt utfärdas yttranden på begäran av en annan institution eller en medlemsstat.
Till skillnad från bindande rättsakter har yttranden främst en politisk betydelse. De kan inte antas som lagstiftningsakter, men kan däremot ligga till grund för antagandet av sådana rättsakter eller för antagandet av nationella författningar.
Som icke-bindande rättsakt saknar ett yttrande direkt effekt och kan således inte åberopas av enskilda inför en nationell domstol likt en nationell lag. Däremot kan ett yttrande ha viss rättsverkan i form av indirekt effekt, vilket innebär att den kan ligga till grund för tolkning av unionsrätten och nationell lagstiftning.

## Rättslig form och grund
Den rättsliga formen för yttranden regleras av artikel 288 i fördraget om Europeiska unionens funktionssätt:
| ” | Rekommendationer och yttranden ska inte vara bindande. | „ |
| – Femte stycket i artikel 288 i fördraget om Europeiska unionens funktionssätt efter Lissabonfördragets ikraftträdande |                                                        |   |

Yttranden är således inte bindande. Yttranden utfärdas av Europeiska unionens institutioner när de behöver uttala sig om en aktuell situation eller ett bestämt ärende. I enlighet med principen om tilldelade befogenheter får ett yttrande antas i ett enskilt fall endast om det finns en rättslig grund för detta i unionens fördrag. Ett yttrande utfärdas normalt på begäran av unionens institutioner, organ eller byråer eller, i vissa fall, på begäran av en medlemsstat.

## Utformning
Utformningen av yttranden skiljer sig från de bindande rättsakterna genom att de vanligtvis inte är uppdelade i en ingress och en artikeldel. Yttranden kan dock skilja sig i sin utformning beroende på vem som har avgett dem. De måste dock innehålla skälen för att de har utfärdats.

## Ikraftträdande och genomförande
Till skillnad från bindande rättsakter (förordningar, direktiv och beslut) saknar yttranden datum för ikraftträdande. I praktiken blir de gällande från den dag då de har antagits och utfärdats. Enligt offentlighetsförordningen ska yttranden i största möjliga utsträckning offentliggöras i Europeiska unionens officiella tidning. Lagenligheten av ett yttrande kan inte granskas av EU-domstolen.

## Rättsverkan
Som icke-bindande rättsakt saknar yttranden direkt effekt och kan således inte åberopas av enskilda inför en nationell domstol likt en nationell lag. Deras syfte är istället att framföra synpunkter på en aktuell situation eller ett bestämt ärende. Trots yttrandenas svaga rättsverkan kan de ha stor politisk betydelse och i praktiken vara politiskt bindande. Deras innehåll kan bli rättsligt bindande genom den eller de akter som ett yttrande ligger till grund för.
Yttranden saknar dock inte helt rättsverkan. De kan fortfarande har indirekt effekt och därmed ligga till grund för tolkning av unionsrätten eller nationella lagar och andra författningar som syftar till att genomföra unionsrätten.